# Спайсер (город, Миннесота)
Спайсер (англ. Spicer) — город в округе Кандийохай, штат Миннесота, США. На площади 2,8 км² (2,8 км² — суша, водоёмов нет), согласно переписи 2002 года, проживают 1126 человек. Плотность населения составляет 400,9 чел./км².
- Телефонный код города — 320
- Почтовый индекс — 56288
- FIPS-код города — 27-61690[1]
- GNIS-идентификатор — 0652380[2]